# Haridvár

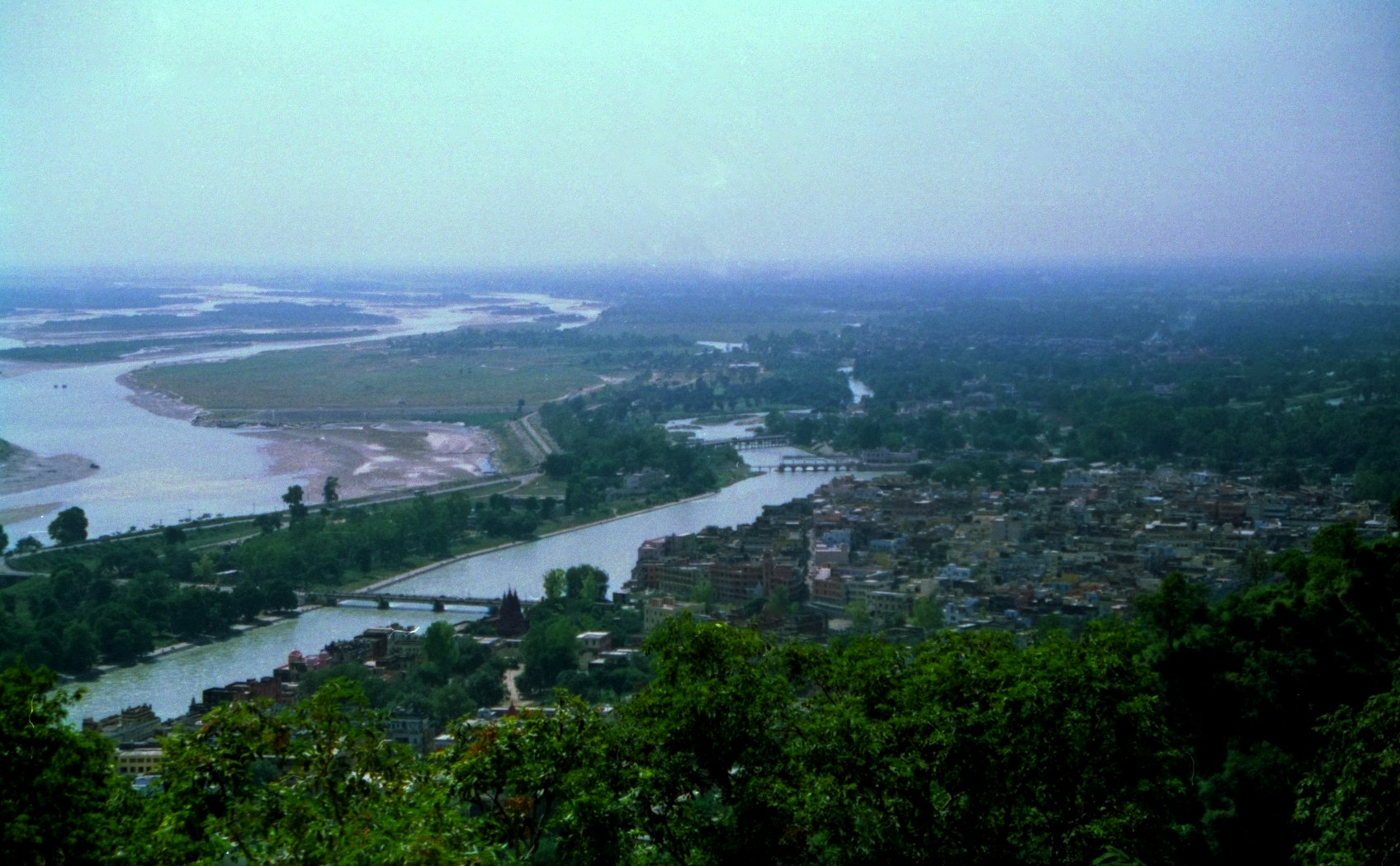
Haridvár légifelvételen

Haridvár (hindi nyelven: हरिद्वार, vagy Hardvár) Uttarakhand indiai állam legszentebb városa a hinduk számára, akik zarándokként tömegesen érkeznek ide, hogy a gyorsan áramló Gangesz folyóban lemossák bűneiket. A zarándokok évszakának neve jatra, ez májustól októberig tart. Évente itt tartják a Magh Melá vallási ünnepet is.
A város Delhitől 170 km-re északkeletre van.
A Gangesz folyó a Gaumukh-nál, a Gangotri-gleccserből eredeztetett forrásától 253 km utat tesz meg, a város határánál éri el a Hindusztáni-alföld (más néven Gangesz-alföld) északnyugati részét. Ebből származik a város ókori neve, Gangadvára („a Gangesz kapuja”).
Haridvár egyike a hét szent helynek a hinduk számára. Haridvár, Uddzsain, Nászik, Alláhábád az a négy város, ahol a monda szerint az isteneknek halhatatlanságot biztosító amrita elixír lecsöppent, amikor az isteni Garuda madár egy kancsóban magával vitte. A háromévenként tartott Kumbh Melá vallási ünnepséget a négy város egyikében tartják, így egy-egy városra 12 évente kerül sor. Az ünnepség alatt zarándokok és hívők milliói, valamint turisták tömege látogat a városba, hogy rituális fürdést végezzen a Gangesz partján.
Azt a helyet, ahol az amrita földet ért, Brahma Kundnak nevezik, ez a Har-Kí-Pauri fürdőlépcsőjénél van, amit Haridváron belül a legszentebb helynek tartanak.
A város manapság iparilag is fejlettnek számít, több nagy ipari létesítmény irányító központja található meg itt.

## Nevének eredete
A város neve kétféleképpen is előfordul: Haridvár és Hardvár alakban. Mindkettő önálló jelentéssel bír.
A szanszkrit nyelvben a Hari jelentése: „Visnu úr”, a dvár jelentése: „kapu” vagy „átjáró”. Így „Haridvár” jelentése: „kapu Visnu úrhoz”.
A szanszkritban a Har jelentése „Siva úr”, így „Hardvár” jelentése: „kapu Siva úrhoz”.
A város neve az ókorban Gangadvára volt (गंगाद्वार), vagyis „az a hely, ahol a Gangesz a síkságra ömlik.”

## Története

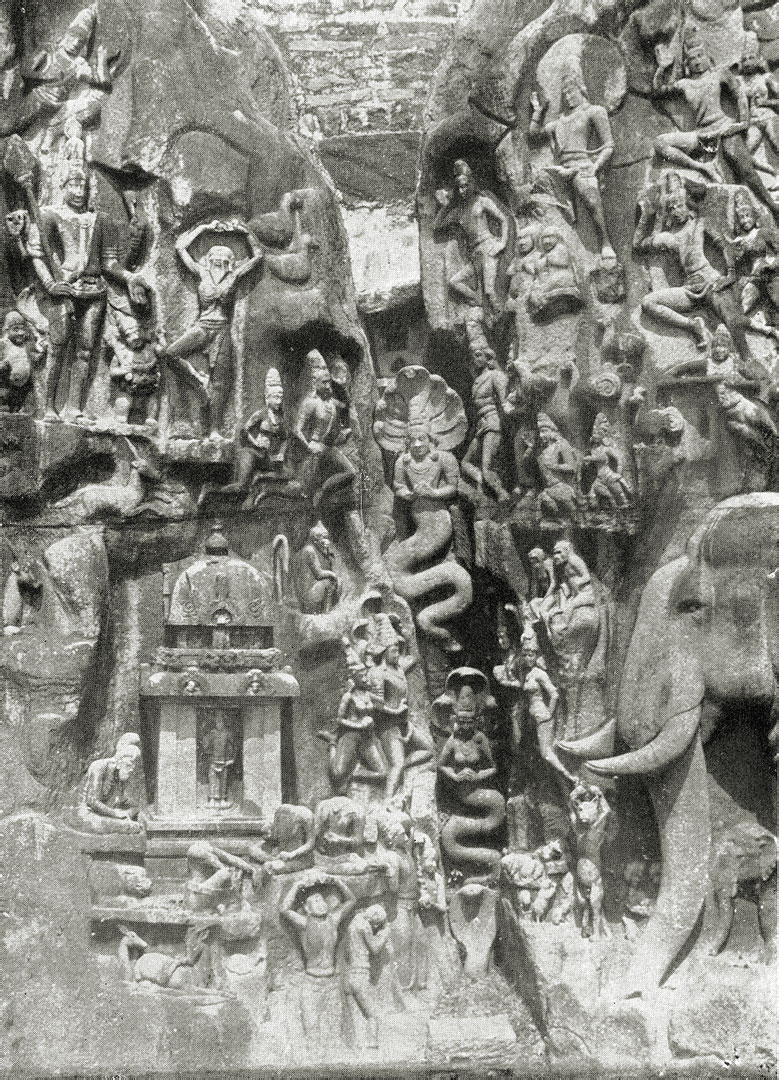
Bhagirath herceg bűnbánatban

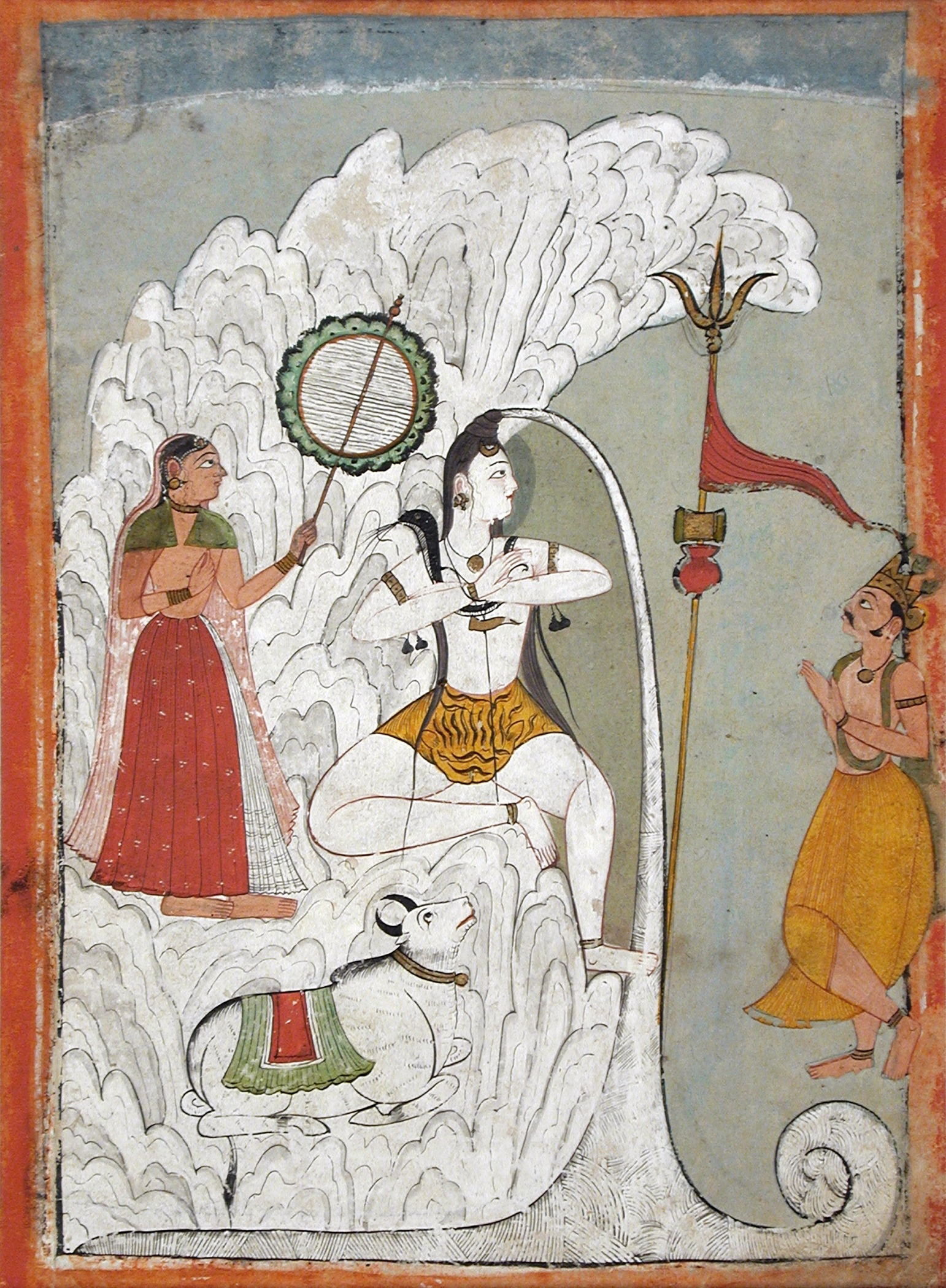
Gangadhara, Siva, a Gangesz eredete, Párvati, Bhagirath király, és Nandi bika (1740 körül)

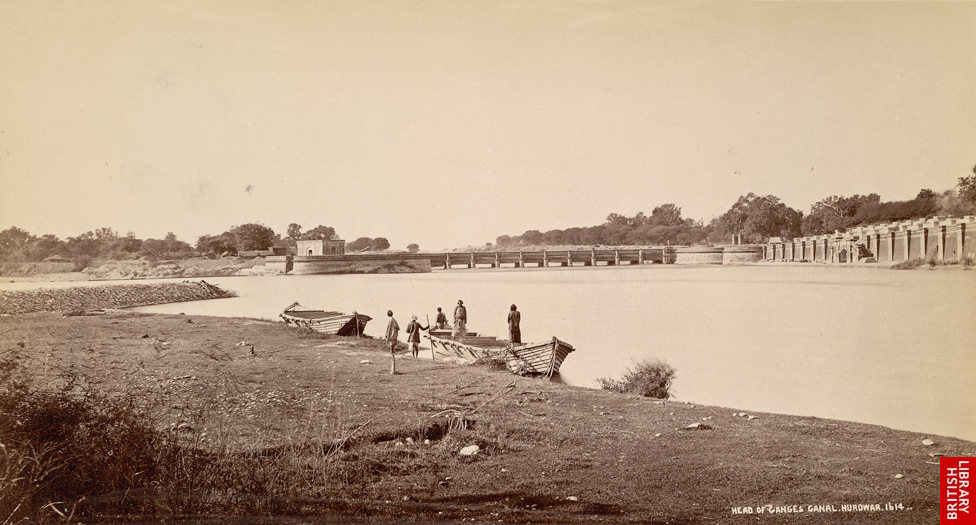
A Gangesz Haridvárnál (1894-1898 körül)

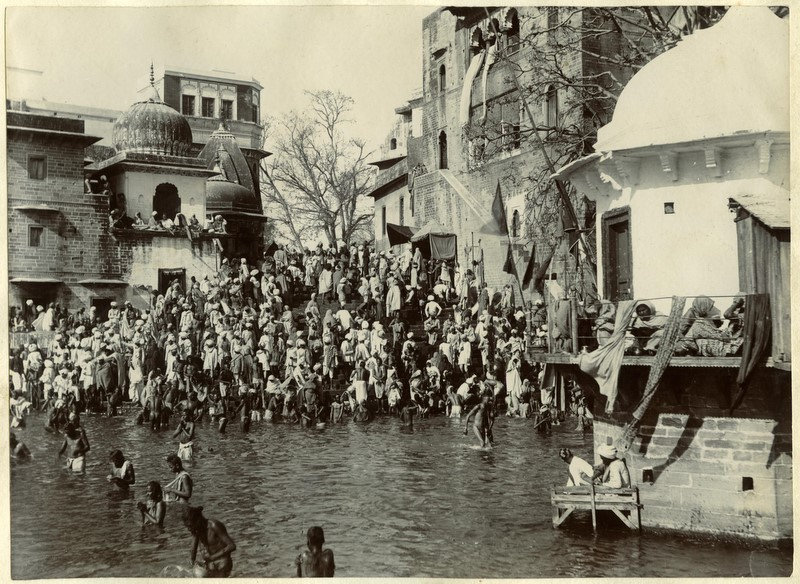
Rituális fürdést végzők a fő fürdőlépcsőnél (1880 körül)

A város az indiai kultúra sok arcát mutatja. A szent iratokban előforduló nevei: Kapilsztán, Gangádvár és Májápuri.
A legendás Bhagíratha király, Szúrjavansi király ük-ükunokája (Ráma leszármazottja), a Gangesz folyót a mennyekből itt vezette a földre.
A tradíció abban a formában él tovább, hogy a hívő hinduk ide hozzák szeretteik hamvait és a Gangeszbe szórják a megváltás reményében. Visnu lábnyoma azon a kövön van, ami a Har-Ki-Pauri felső falában van, így a Gangesz folyamatosan érintkezésben van vele.

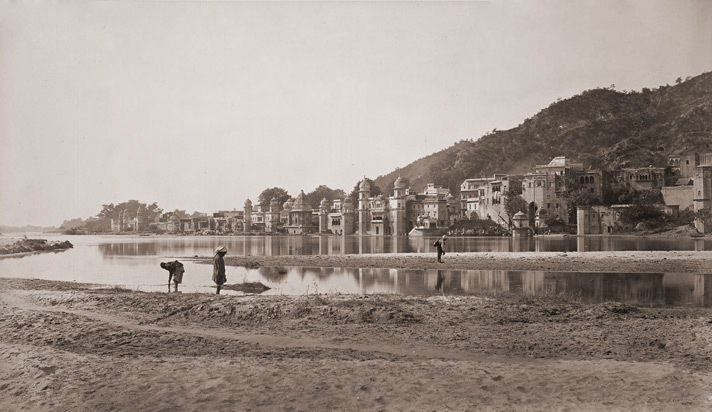
Haridvár a Gangesz másik oldaláról nézve (1866)

Haridvár a Maurja Birodalom uralma alatt állt i. e. 322–185 kötött, majd a Kusán Birodalom alatt (i. sz. 1. század – 3. század között). Régészeti leletek tanúsága szerint terrakotta kultúra volt jelen a területen i. e. 1700 – i. e. 1200 között.
Modernebb időkből származó írásos dokumentum Haridvár létezéséről először egy kínai utazó, Huan Csang feljegyzéseiben található, aki i. sz. 629-ben volt errefelé, amikor Indiában járt.
Harshavardhan király uralkodása alatt (590–647) a város neve „Mo-yu-lo” volt, aminek maradványai fellelhetők Májápuriban, ami a mai város déli részén található. A romok között van egy erőd és három templom, amik szobordíszítése letörött.
A várost leigázta Timur Lenk (1336–1405) 1399. január 13-án.
A mogul időszak alatt pénzverde volt a városban, ami rézpénzeket állított elő.
Mivel az egyik legrégebbi, ma is létező város, Haridvárt sok régi, hindu szent irat említi Buddha idejétől kezdve.
A város Gangeszen lévő két nagy gátja közül a Bhímgoda-gát az 1840-es években épült. Ez a Gangesz vizét a Felső Gangesz-főcsatornába vezeti, ahol azt a környező földek öntözésére használják. Az elterelés lerontotta a Gangesz áramlását, ami a 18. századig a Brit Kelet-indiai Társaság hajóival hajózható volt, még Tehri városa is kikötővárosnak számított.
A Gangesz-főcsatorna irodája Haridvárban van. A csatornát 1842-ben kezdték építeni, és 1854-ben nyitották meg. Építése az 1837-1938-as éhínség után kezdődött. A csatorna egyedi jellemzője a fél kilométer hosszú vízvezeték, ami a Szolani folyót íveli át Rurkinál, 25 méteres magasságban.

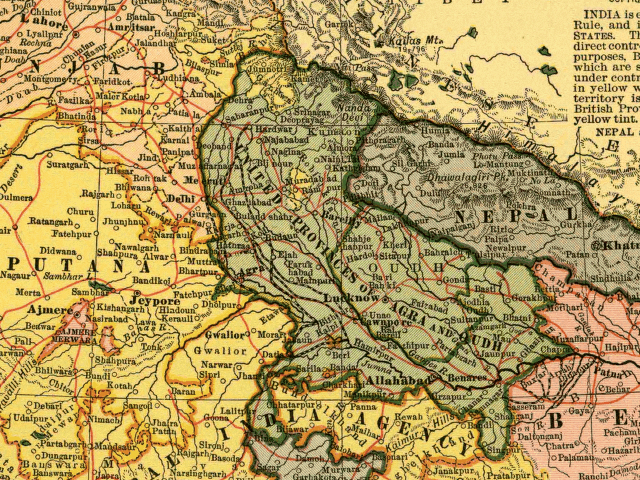
Haridvár az egyesített területeken, 1903-ban

Haridvár és Lakszar között 1886-ban létesült vasúti összeköttetés, amikor a vonalat Rurkin keresztül Szaháranpurig meghosszabbították. Majd 1900-ban Dehradúnig vitték.
1901-ben a város lakossága 25 597 fő volt és a Rurki tahszílhoz tartozott, Szaháranpur kerületben. Az állam neve ekkor „Agra és Oudh egyesített terület” volt. Ez Uttar Prades 1947-es megalakulásáig volt így.
Haridvárban már a régmúltban is lehetett művészeti, tudományos és kulturális tanulmányokat folytatni. Az ájurvéda orvoslás és az egyedi „gurukul” bentlakásos iskola központja volt. Itt alakult meg 1902-ben a nagy létszámú Gurukul Kángari Visvavidjálaja egyetem.
A város fejlődése az 1960-as években új fordulatot vett, mert 1962-ben itt hozták létre az állami tulajdonú Bharat Heavy Electricals Limited energetikai nagyvállalat egyik telephelyét.
A Rurki Egyetem (mai angol neve Indian Institute of Technology Roorkee) az egyik legrégebbi és elismert egyetem, ahol tudományos kutatással és mérnökképzéssel foglalkoznak.

## Földrajza

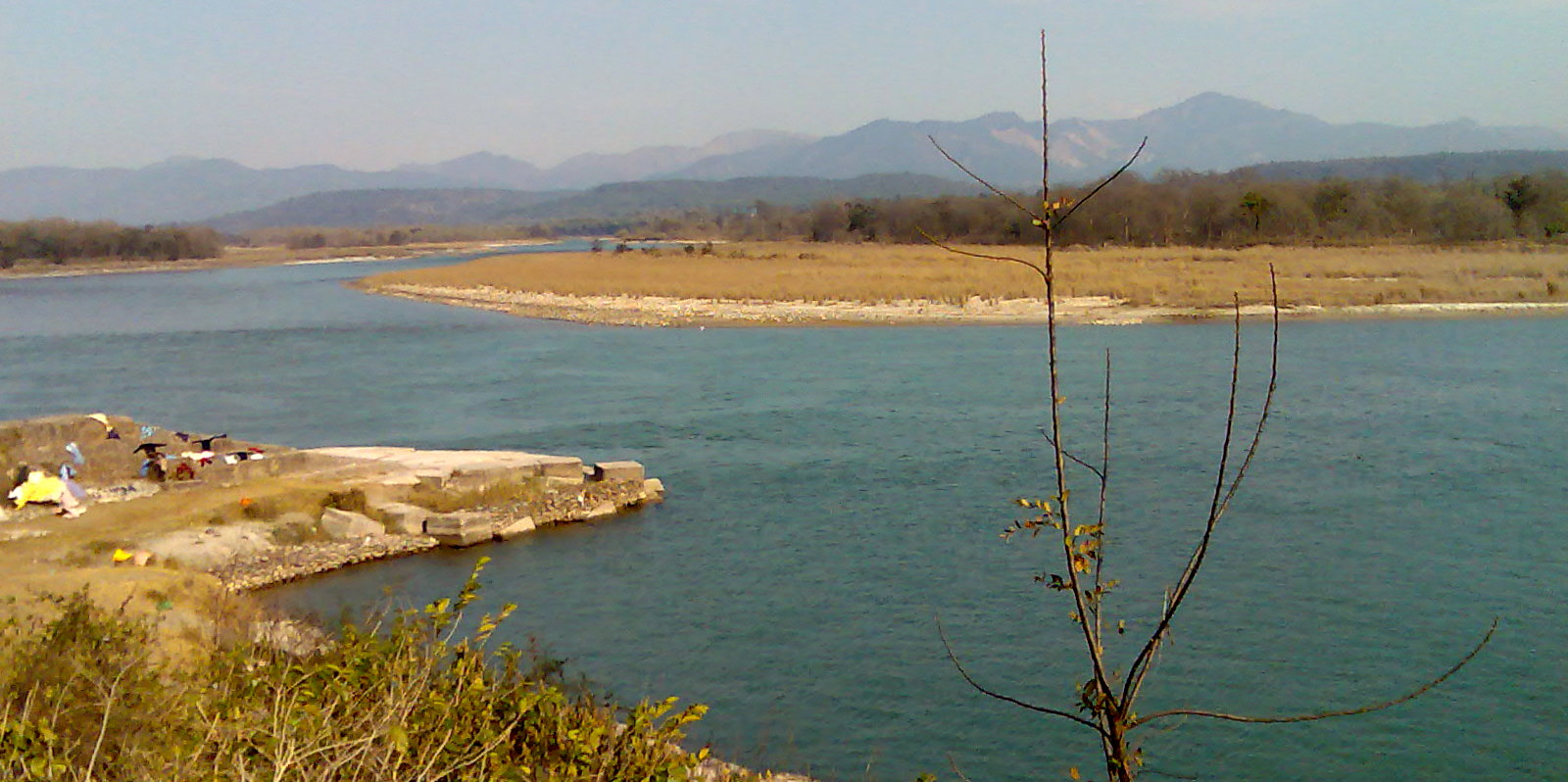
A Neel Dhara madárrezervátum a fő Gangesz-csatorna mentén, a Bhímgoda-duzzasztógát előtt

A Haridvár kerület összterülete 2360 km², Uttarakhand állam délnyugati részén terül el. Haridvár átlagos tengerszint feletti magassága 314 méter. Legmagasabb pontja a Sivalik-hegység északon és északkeleten, a legalacsonyabb pedig a Gangesz folyó délen.
Mivel a Gangesz a hegyvidéki útja után itt éri el először az alföldet, a vize általában kristálytiszta és hideg, kivéve az esős évszakot, amikor a nagyobb vízhozam hordalékokat sodor magával.
A környező terület nagy részét erdő borítja. Itt található a Rádzsadzsi Nemzeti Park, ami természetbarátok és kalandtúrázók kedvelt célpontja. A parkot több kapun lehet megközelíteni: a Rámgarh kapu és a Mohand kapu Dehradúntól 25 km-en belül vannak; a Moticsúr, a Ránipur és a Csilla kapuk 9 km-re vannak Haridvártól. A Kunao kapu 6 km-re van Risikestől, a Láldhang kapu 25 km-re Kotdvárától.
Hőmérsékletek:
- nyáron: 25 °C - 44 °C között
- télen: 6 °C - 24 °C között[26]

## Gazdasága
Haridvár ipara fejlődésben van 2002 óta, amikor a SIDCUL állami iparfejlesztési ügynökség megalakult és egy ipari parkot hozott létre.

## Közlekedés

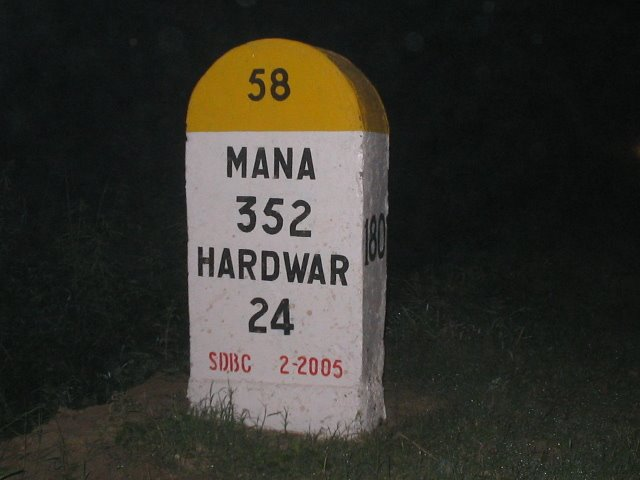
Kilométerkő a Haridvár felé vezető egyik úton

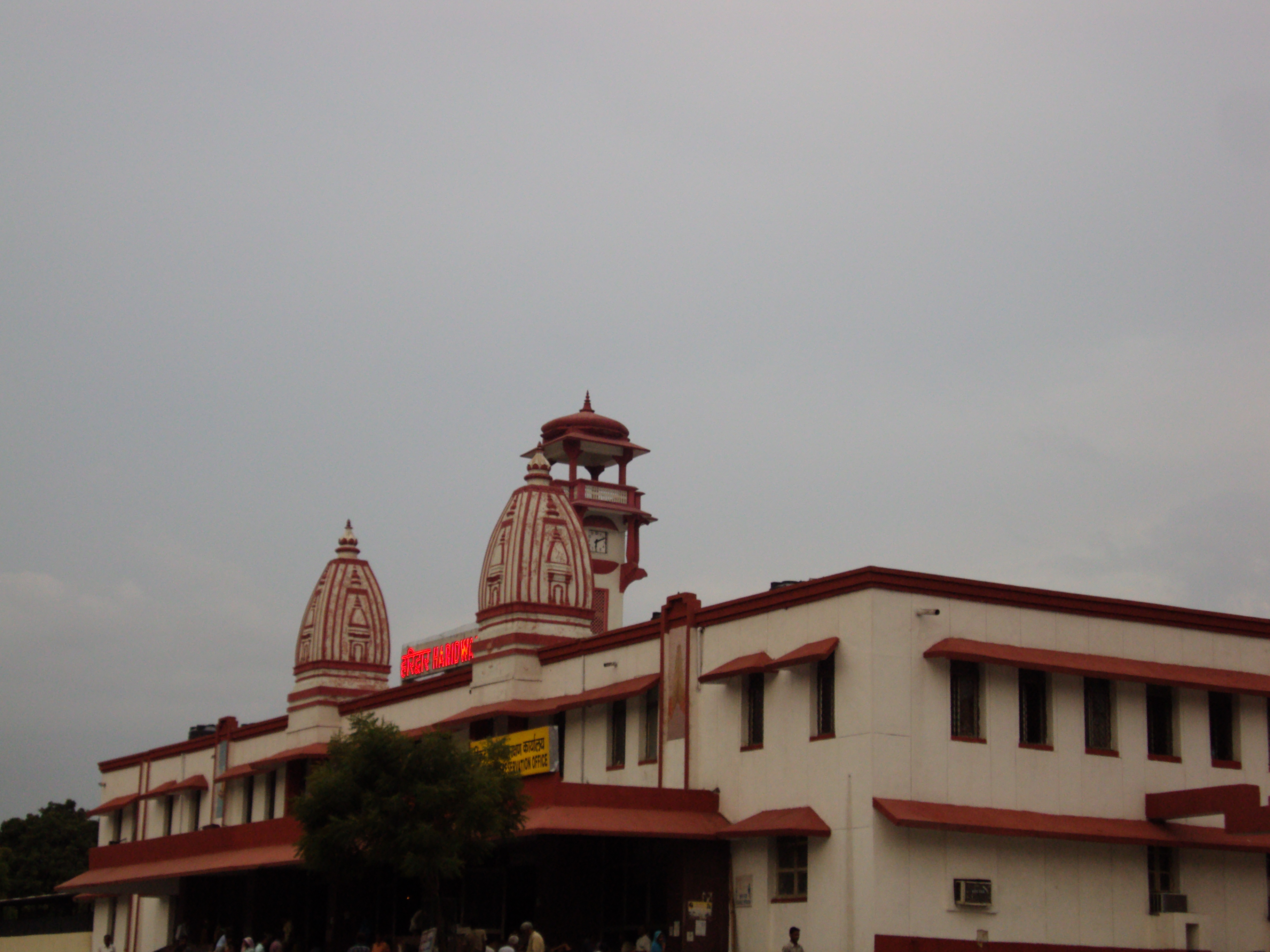
Haridvári vasútállomás

Haridvárnak jó vasúti és buszközlekedési kapcsolatai vannak a környező és távolabbi városokkal. A legközelebbi célállomás Risikes, ahova félóránként indul busz és mindössze 1 óra távolságra van, de indul busz Simlába is, ahová 14 óra az út, vagy Dzsaipurba, ami 12 órányira van.

### Közúti közlekedés
Az 58-as országút, ami összeköti Delhit és Mana Pass-t, keresztülmegy a városon. Ez összeköttetést jelent Haridvár és Gáziábád, Mirát, Muzzafarnagar, Rúrke és Badrináth között. A 74-es országút összeköti Haridvárt Kasipur, Kicsha, Nagína, Pilibhit és Bareli városokkal.

### Vasút
A Haridvárban lévő vasútállomás az Északi Vasút fennhatósága alatt áll. A nagyobb indiai városokba közvetlen kapcsolattal rendelkezik, mint például Delhi, Mumbai, Kolkata, Csennai, Indaur, Dzsaipur és Ahmadábád. Azonban nincs közvetlen összeköttetés Közép-India nagyobb városaival, nevezetesen Dzsabalpur, Bhopál, Gválijar és Nágpur városokkal.

### Légiközlekedés
A legközelebbi belföldi repülőtér a Jolly Grant repülőtér, ami Dehradúnban van, 35 km-re Haridvártól. A Indira Gandhi nemzetközi repülőtér Új-Delhiben a legközelebbi nemzetközi repülőtér.

## Demográfia
A 2001-es népszámlálás szerint Haridvár kerület lakossága 295 213 fő. A férfiak aránya 54%, a nőké 46%. Az írástudás mértéke 70%, ami magasabb az országos átlagnál, ami 60%. Ennek nemek közti megoszlása: férfiak 75%, nők 64%. A lakosság 12%-as 6 év alatti.

## Kultúra
Haridvár az indiai vallási hierarchiában sokkal fontosabb helyet foglal el, mint Risikes. A város körül elszórva sok templom található, régiek és újak egyaránt, továbbá a zarándokok szálláshelyei (a dharamszalák), és a vallási fejlődést szolgáló asramok, amik némelyike egy-egy kisebb falu méretét foglalja el.

## Látnivalók

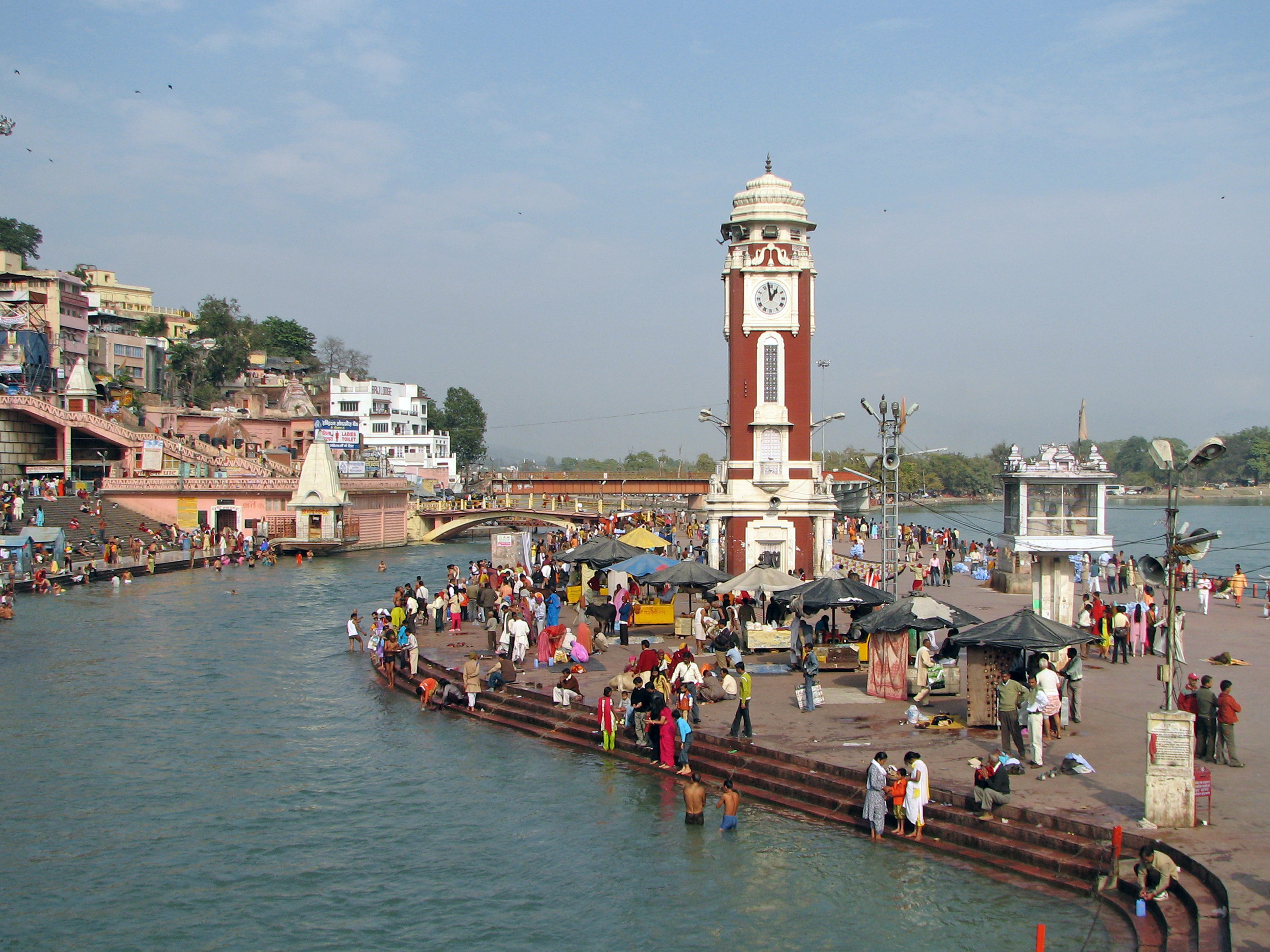
Óratorony Har ki Paurinál

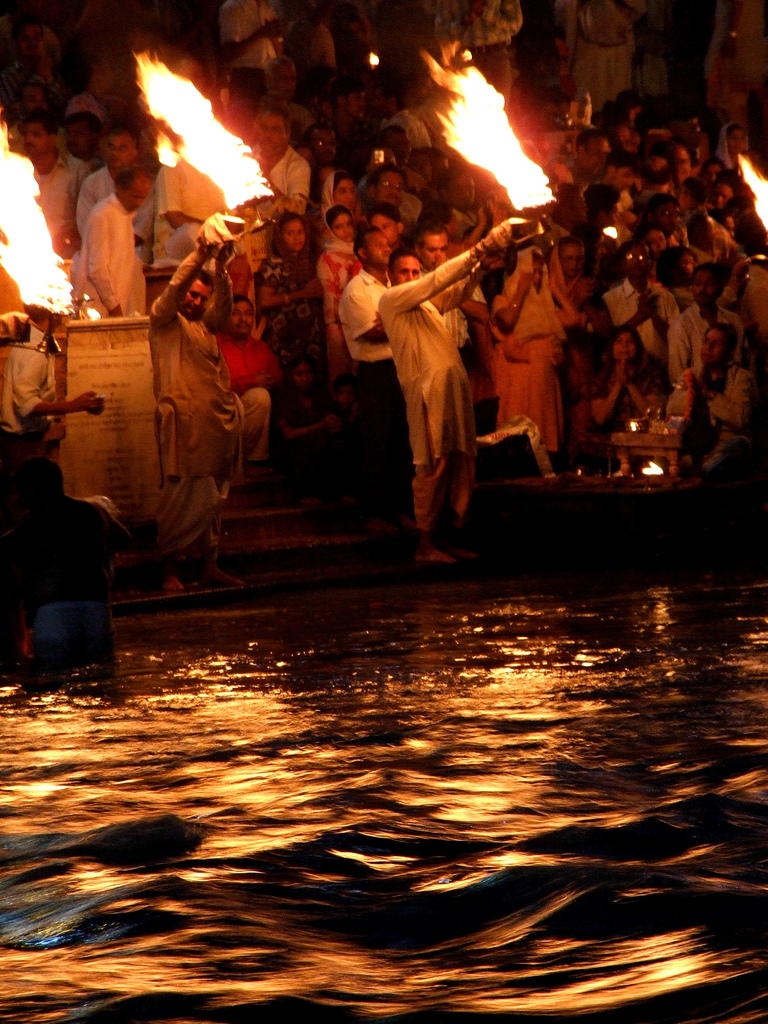
Látványos esti imádság Har ki Paurinál

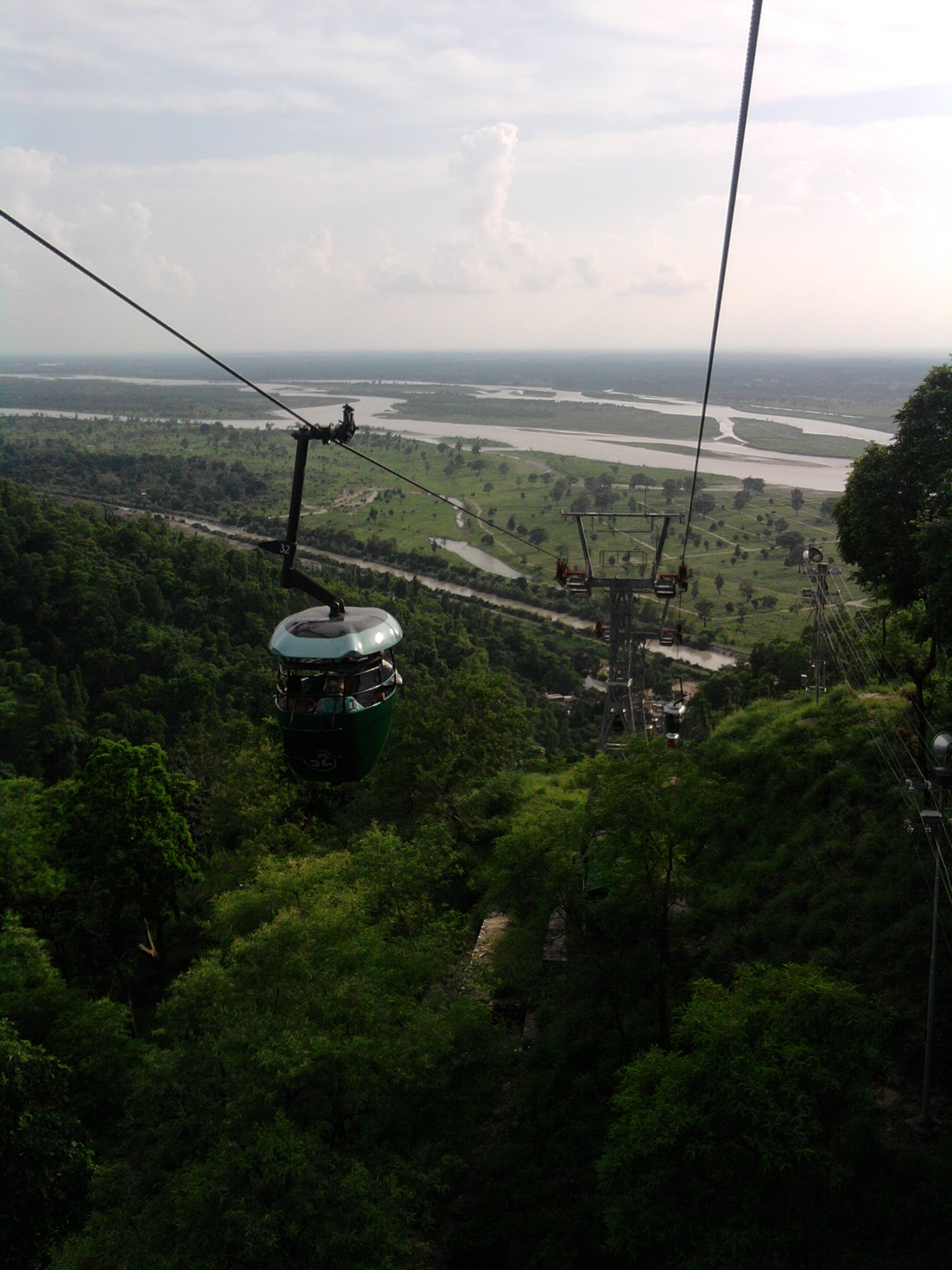
Légifelvétel egy kábelkocsiból a Mansza Devi felé haladva

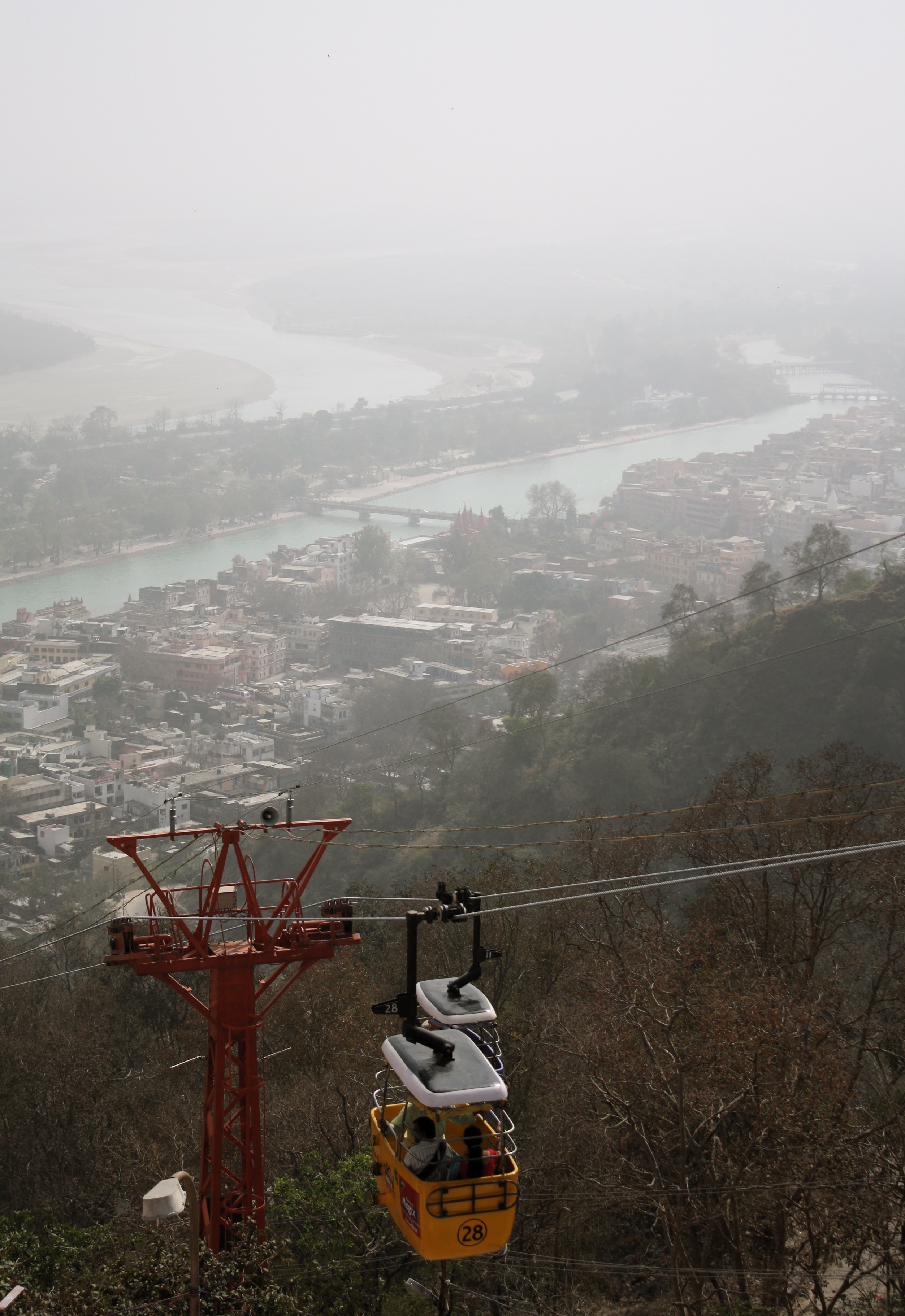
Kábelkocsi a Mansza Devi felé haladva

A hinduizmus hagyományai szerint Haridvárban a zarándokok az alábbi helyszíneket keresik fel: Gangadvára (Har ki Pauri), Kushvárt (fürdőlépcső Kanakhalban), Bilva Tírth (Mansza Devi templom) és Níl Parvat (Csandi Devi templom). Ezeken kívül még további templomok és ásramok találhatók a városban.

### Har ki Pauri
A szent lépcsőket a folyónál Vikramáditja király építtette az i. e. 1. században fivére, Bhrithari emlékére, aki itt meditált a szent Gangesz folyó partján. Mikor meghalt, fivére szent lépcsőt építtetett, ennek neve lett később Har ki Pauri.
Az esti sötétedéskor imát mondanak Ganga istennő tiszteletére. A zarándokok apró hajókat tesznek a vízre, amikben lámpa van, ezzel emlékeznek elhunyt szeretteikre.

### Csandi Devi templom
A templomot Csandi istennőnek állították, aki a 'Neel Parvat' tetején ül, a Gangesz keleti partján. A templom 1929-ben épült, Kasmír akkori királya építtette. A templom 3 km-re van a Csandi-ghattól.

### Mansza Devi templom
Mansza Devi istennő temploma (a név szó szerinti jelentése: „istennő, aki betölti Mansza vágyait”). Népszerű turistacélpont, különösen mivel drótkötélpályás felvonóval is megközelíthető, és közben az egész város festői látványa tárul a látogató elé. A templomban az istennőnek két szobra van, az egyiken három szája és öt karja, a másikon nyolc karja van.

### Maja Devi templom
A templom a 11. században épült. A monda szerint ide hullott Szati istennő szíve és köldöke.

### Kanakhal
Daksa ősi temploma Dakseszvara Mahadev néven is ismert. Kanakhal déli részén található. Az ősi hindu szövegek szerint Daksa király, Daksajani apja (aki Siva első felesége volt) az egyik ünnepségre szándékosan nem hívta meg Sivát, aki azonban ennek ellenére megjelent az ünnepségen. A király itt is sértegette. A királyt Siva haragjából kikelt démon, Virabhadra ölte meg. A királyt később Siva életre keltette és egy kecske fejét kellett viselnie. A Daksa Mahadev templom ennek a legendának állít emléket.

### Piran Kaljár
Ibrahim Lodhi, Delhi uralkodója építtette, Hazrat Alauddin Sabir Kaliyari, 13. századi szent ember tiszteletére. A templom Kaljár faluban van, Rurkitól 7 km-re.
Az iszlám zarándokok az iszlám naptár harmadik hónapjának (Rabi' al-awwal) első napjától a 16. napjáig látogatják.

### Níl Dhára Paksi Vihár
Ez egy madarak számára szolgáló menedékház, a Gangesz fő ágának partján található. A madármegfigyelők paradicsoma. A téli évszakban sok vándorló madár is megpihen itt.

### Bhimgoda medence
A medence Har ki Pauritól 1 km-re van. A monda szerint amikor az öt Pandava herceg a Himalája felé haladt, egyikük, Bhima vizet fakasztott a sziklából azzal, hogy a térdét nekinyomta.

### Dúdhadhari Barfáni templom
A Dúdhadhari Barfáni Baba ásram része. A fehér márványból készült templomkomplexum az egyik legszebb látnivaló Haridvárban a templomok között.

### Szuresvári Devi templom
Szuresvári istennő temploma, a Radzsadzsi nemzeti park közepe táján található (Rajaji National Park). A csendes és vallásos elmélyülés helye. Haridvár külső területén található, a belépéshez a park engedélye szükséges.

### Pavan Dham
Modern templom, amit nagyrészt üvegből építettek; kedvelt turistacélpont. Szvámi Védantanand Dzsi Maharadzs támogatásával épült. A pandzsabi Moga lakói anyagilag is támogatták az építését.

### Bhárat Mata Mandir
Nyolcszintes templomépület (55 méter magas), ami Bharat Mata, azaz India anyja tiszteletére épült a Gangesz partján. 1983. május 15-én avatta fel Indira Gandhi, India akkori miniszterelnöke. Minden emelet India egy-egy történelmi korszakát ábrázolja.

### Dzsairam Ásram
Dioráma kiállításairól ismert, itt áll továbbá „az óceán köpülése” néven ismert mitikus jelenetet ábrázoló fehér szobor.

### Szapt Risi Ásram és Szapt Szarovár
Haridvár közelében fekvő festői hely, ahol a mondák szerint hét bölcs (szaptarisi) elmélkedett, név szerint: Kasjapa, Vasistha, Atri (bölcs), Visvámitra, Dzsamadagni, Bharadvája és Gautama Maharisi. A monda szerint a Gangesz itt hét ágra szakad, hogy áramlásával ne zavarja a hét szent embert meditációjukban.

### Parád Sivling
Harihar Ásramban található (Kankhal). Egy 150 kg-os szikladarab (a Parád Sivling), és egy rudraksa fa („Rudra szemei”) a fő látnivalók.

### Ramanand Ásram
A vasútállomás közelében helyezkedik el.

### Anandamaji Ma Ásram
Kankhalban található, ami Haridvár egyik elővárosa az ötből.

### Sántikundzs
Sántikundzs a központja az All World Gayatri Pariwar (AWGP) néven ismert szellemi és szociális szervezetnek. Haridvár vasútállomásától 6 km-re található Risikes irányában az NH58-ason.

### Pátandzsali Jogpíth
A Haridvár-Delhi országút mentén helyezkedik el. Jógaintézet és kutatóközpont.

## Fordítás
Ez a szócikk részben vagy egészben  a   Haridwar című angol Wikipédia-szócikk fordításán alapul.  Az eredeti cikk szerkesztőit annak laptörténete sorolja fel. Ez a jelzés csupán a megfogalmazás eredetét és a szerzői jogokat jelzi, nem szolgál a cikkben szereplő információk forrásmegjelöléseként.